# Shooting Clerks
Pour plus de détails, voir Fiche technique et Distribution.
Shooting Clerks est un film américain réalisé par Christopher Downie, sorti en 2019.

## Synopsis
L'histoire du tournage de Clerks : Les Employés modèles, réalisé par Kevin Smith.

## Fiche technique
- Titre : Shooting Clerks
- Réalisation : Christopher Downie
- Scénario : Christopher Downie
- Photographie : Christopher Downie
- Montage : Christopher Downie et Ryan James
- Production : Ryan James, Felix Kay et Brett Murray
- Société de production : Auld Reekie Media et Pink Plaid
- Pays :  États-Unis,  Royaume-Uni et  Canada
- Genre : Biopic, Comédie dramatique
- Durée : 105 minutes
- Dates de sortie : 
  -  Royaume-Uni : 20 juillet 2019 (San Diego Comic-Con)

## Distribution
- Mark Frost : Kevin Smith / Silent Bob
- Chris Bain : Jason Mewes / Jay
- Kit Alexander : Brian O'Halloran / Dante Hicks
- Stephanie Price : Lisa Spoonauer / Caitlin Bree
- Jon Glasgow : Ernie O'Donnell / Boom Op
- Tom Sullivan : Jeff Anderson / Randal Graves
- Matthew Postlethwaite : Walt Flanagan
- Bern Cohen : Thomas Burke
- Harry Mitchell : Scott Mosier
- Adam Troup : Robert Rodriguez
- Kevin Smith : Larkin Eve[1]
- Jason Mewes : Partymeister Lars
- Brian O'Halloran : Elis Heimermann
- Thomas Burke : Geoff Connolly
- Marilyn Ghigliotti (en) : Ali Thomlyn
- Sanjeev Kohli : Dr. Jared Patel
- James Rolfe : Leonard James Nash
- Scott Schiaffo : Don Smith
- Ernest O'Donnell : le sergent Svenning
- John Henry Westhead : Olaf Dudnik
- Frank Powers : lui-même (voix)
- Nick Cornwall : Bob Hawk
- Beverly Longhurst : Grace Smith
- Christopher Downie : Alex Sanderson
- Stefen Laurantz : Harry Weizmann
- John Willyung : Cohee
- Alisdair Gilbert : Joe Bagnole
- Kayleigh Ferguson : Grace Smith jeune
- Betsy Broussard : sœur Mary Rufus
- Toni Benedetti : Rose
- Dale R. Murray : Vinnie Pereira
- Bronagh Fallon : Mlle. Costanza
- K.C. Murray : Kevin Smith à 8 ans
- Chris Lowry : Kevin Smith à 13 ans
- Bronagh Smith : Guin
- Julia Carstairs : Kasey Lauren
- Jay Booton : Dave Klein

## Production
Le film a bénéficié de plusieurs financements participatifs sur Indiegogo,,.